# Kotwica pługowa

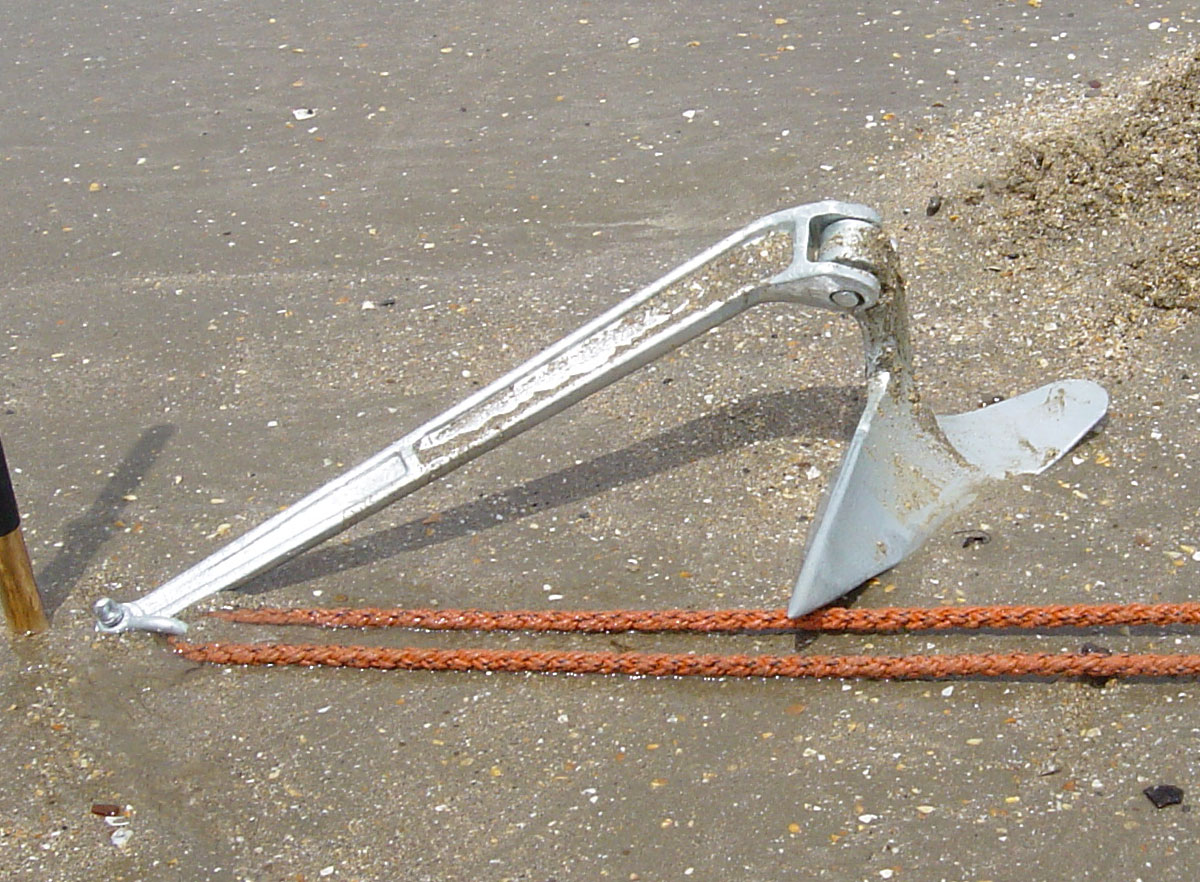
Kotwica pługowa

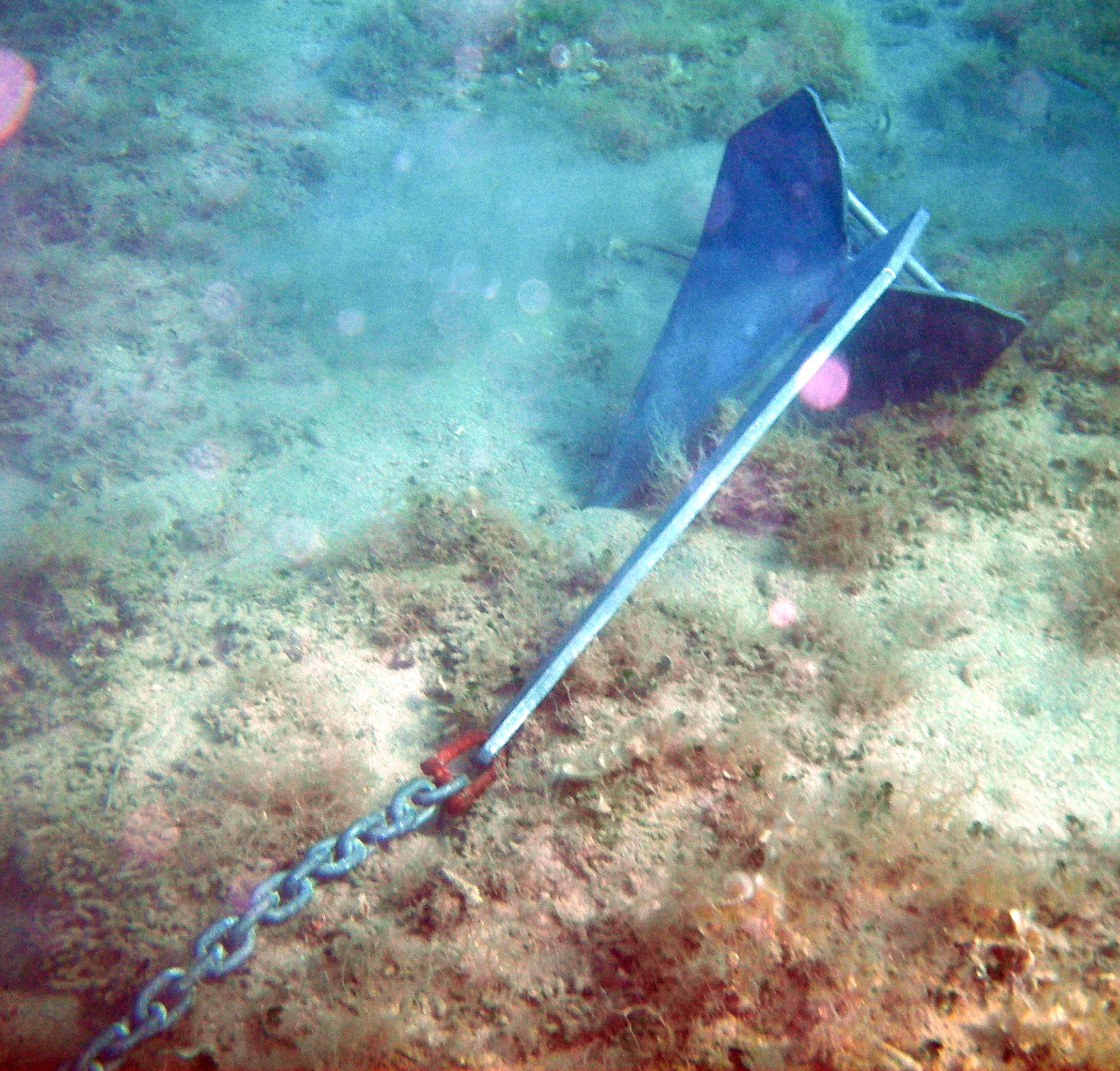
Kotwica Delta

Kotwica pługowa, lemieszowa, CQR (ang. coastal quick release) – patentowa konstrukcja kotwicy składająca się z trzonu oraz ruchomej łapy.
Kotwicę pługową wymyślił na początku lat 20. XX wieku Anglik Geoffrey Taylor. Zaprojektował on łapę w kształcie podwójnego pługu, która bardzo skutecznie zagłębia się w miękkim dnie. Innowacja polegała również na zastosowaniu nietypowej osi obrotu trzonu. Jej kąt nachylenia sprawia, że naprężenie łańcucha bądź liny kotwicznej ustawia łapę tuż pod trzonem. Dzięki swojej prostocie i skuteczności kotwica CQR jest bardzo popularna w żeglarstwie, szczególnie morskim i oceanicznym. Do wad kotwicy pługowej należy zaliczyć słabe trzymanie się dna skalistego oraz możliwość łatwego zablokowania na przykład o kamienie.
Istnieje kilka odmian kotwicy CQR. Należą do nich kotwica Bruce’a, SOC oraz Delta.